# Những cuộc phiêu lưu của Sinbad
Những cuộc phiêu lưu của Sinbad (tựa gốc: The Adventures of Sinbad) là một loạt phim truyền hình nổi tiếng và ăn khách của Canada phát sóng từ năm 1996 đến năm 1998. Bộ phim xoay quanh ý tưởng của câu chuyện cùng tên về thuyền trưởng Sinbad và các Thủy thủ đoàn. Những cuộc phiêu lưu trong phim chính là những câu chuyện kể trong Nghìn lẻ một đêm. Phim do Ed Naha xây dựng và được quay phim chính tại nam Ontario, Canada và tại Cape Town, Nam Phi. 
Bộ phim đã gây được tiến vang lớn khi lần đầu tiên ra mắt trên sóng truyền hình HTV7 và VTV3 vào năm 1996 - 1998. 

## Mô tả
Đó là một chuyến phiêu lưu đầy mạo hiểm với những pha hành động và những màn phép thuật trên vùng đất thần thoại Trung Đông, gần vịnh Ba Tư. Qua từng tập phim, người xem được theo dõi hành trình Sinbad và các anh em trên con tàu tên Nomad, khởi hành từ Baghdad đi chu du khắp thế giới để phiêu lưu và tìm kiếm Châu báu. Trên đường đi, họ đã đối mặt với biết bao Quỷ dữ, Phù thủy, Pháp sư, những tộc người lạ lùng cùng các sinh vật kì thú.

## Nội dung
Sau hai năm lênh đênh biển khơi, Sinbad trở về nhà ở Bagdad, thành phố đã đổi khác rất nhiều so với lần cuối anh gặp. Hiện tại Bagdad đang nằm dưới sự cai trị của hoàng tử và quan tể tướng. Trong lúc bị nhốt vào nhà lao chờ bị xử trảm, Sinbad gặp lại người anh trai Doubar. Sau khi công chúa bị Turok bắt giữ, quốc vương Bagdad cho rằng Sinbad là con người duy nhất biết ai có khả năng đối đầu với Turok và giải cứu công chúa. Sinbad sau đó bị đem ra đoạn đầu đài, chờ xử chém. Cảnh hành quyết Sinbad được diễn ra cùng lúc với lễ cưới hoàng gia. Sinbad bị trói và dẫn ra pháp trường nhưng trong ánh mắt của anh luôn rạng ngời sức sống. Đao phủ quân vạm vỡ, trùm khăn màu đen hỏi anh có muốn nói điều gì không và anh hiên ngang nói là "vẫn chưa chấm dứt cho đến khi..."
Lúc đao phủ vung rìu lên để chặt đầu, Doubar đã đến giải thoát cho anh. Hai anh em gặp lại đoàn thủy thủ còn lại của con tàu, yêu cầu sự giúp đỡ của họ, chỉ dẫn của Doubar, thầy Dim-Dim và bắt đầu hành trình đến hang ổ của Turok truy cứu công chúa Adena. Họ đi đến Đảo Bình Minh, nơi Sinbad sống để gặp thầy Dim-Dim và cô học việc mới, Maeve, cùng với bạn chim diều hâu Dermott. Cũng tại hòn đảo này, Dim-Dim đột ngột biến mất và có dấu hiệu tà thuật của Turok, Maeve quyết định gia nhập chuyến hành trình để tìm kiếm người thầy.
Sau đó họ đã đến và giết Turok, trong phút lơ đãng của cô con gái Rumina. Và từ đó, Rumina quyết tâm dấn sâu vào cái ác để giành được tình yêu của Sinbad và trả thù cho người cha quá cố. Đối đầu về phép thuật của cô là Maeve, nhưng sau đó Maeve bị Rumina và quỷ Satăng hãm hại. Một trận bão dữ dội kéo đến khi ấy làm cả con thuyền chao đảo, nó đã cuốn Maeve xuống lòng đại dương và những người còn lại dạt vào bờ. Sáng hôm sau mọi người tỉnh dậy và nỗ lực tìm Maeve trong vô vọng, nhưng tình cờ họ tìm được một cô gái nằm trong hang có đeo chiếc vòng định mệnh (vòng cầu vồng) giống hệt của Sinbad và Doubar (tiếp sau này là samurai Tetsu). Bryn, tên cô gái đó, hoàn toàn không nhớ gì về quá khứ của mình đã gia nhập hải đoàn thay thế vai trò của Maeve. Chuyến hành trình giờ đây không chỉ đơn thuần giải cứu Dim-Dim mà còn có cả Maeve, người Sinbad nảy sinh tình cảm, và bí mật chiếc vòng định mệnh.

## Các nhân vật

### Thủy thủ đoàn
- Sinbad

Thuyền trưởng Sinbad là nhân vật chính của câu chuyện, người lãnh đạo hải đoàn và con thuyền "Nomad". Trong tập phim mở màn, anh đã trở về sau hai năm bị lạc và mọi người lầm tưởng anh đã chết. Bên tay trái, anh có đeo một chiếc vòng, chỉ xuất hiện sau trận bão làm anh rơi khỏi con tàu. Zen Gesner đóng vai Sinbad.
- Doubar

Doubar là anh trai của Sinbad. Hai anh em đã lớn lên cùng nhau, vì cha mẹ mất sớm. Doubar có sức khỏe rất dị thường. Nhân vật do George Buza thủ diễn.
- Firouz

Firouz là một nhà phát minh/nhà khoa học, thành viên của hải đoàn. Những phát minh của anh đã giúp mọi người vượt qua khá nhiều hiểm nguy; trong đó có những vật dụng được cải tiến, những vật dụng được sáng tạo mới như: xe đạp, Dù lượn, Thuốc nổ và đèn la-ze. Vai diễn do Tim Progosh đảm nhận.
- Rongar

Chiến binh câm (do bị cắt lưỡi) Rongar có biệt tài phóng dao. Anh xuất hiện trong tất cả các tập phim của cả hai phần. Trong phần hai, Rongar quay trở về quê hương và hé lộ bí mật anh là hoàng tử bị ruồng bỏ. Oris Erhuero đóng vai Rongar.
- Maeve

Maeve là nữ phù thủy gốc xen-tơ. Nóng nảy là 2 chữ chỉ rõ tính chất của Maeve, cô hay dùng quả cầu lửa để tấn công với các quái vật trong hành trình và một vài phép khác, ngay từ đầu không thân với Sinbad cho lắm nhưng trong suốt hành trình 2 người có vẻ hiểu nhau hơn. Cô chỉ xuất hiện trong phần 1 và tập thứ nhất của phần hai khi cơn bão dữ đổ xuống cô rớt khỏi thuyền Nomad, sau đó Pháp sư Dim-Dim - thầy của Sinbad và Maeve đã xuất hiện với hình dạng 1 quả cầu màu tím, nói với Sinbad, Maeve vẫn an toàn, ông đã bảo vệ Maeve tránh khỏi Rumina người muốn giết Maeve cho đến khi cô thông thạo mọi phép thuật của mình.Trong chuyến hành trình gian nan hiểm trở còn lại cô không thể tham gia cùng Sinbad.
Jacqueline Collen đảm nhận vai này. Cô rời đoàn làm phim vào đầu phần hai với lý do bị tai nạn giao thông, và được thay thế bằng Mariah Shirley với vai diễn tương đương.
- Dermott

Diều hâu Dermott gia nhập thủy thủ đoàn cùng Maeve. Sau đó, mọi người nhận ra nó là anh trai của Maeve bị Rumina ém bùa. Trong cơn bão mà Maeve mất tích, Dermott cũng đột ngột biến mất . Sau cùng, Dermott tiếp tục đồng hành cùng Bryn ở phần hai.
- Bryn

Bryn, cô gái huyền bí có tài năng phép thuật, xuất hiện lần đầu tiên trong phần hai. Cô gặp Sinbad khi anh đang rảo trên bờ biển tìm kiếm tung tích Maeve. Trước khi Sinbad có mặt, Bryn đã tìm kiếm khắp hòn đảo để biết được chuyện gì đã xảy ra, nhưng cô không thể nhớ được bất kì việc gì hay tại sao cô có mặt nơi đây. Cô có đeo một chiếc vòng giống như Sinbad. Khi hai người họ tìm cố tìm kiếm các thành viên khác và thoát khỏi hòn đảo thì Dim-Dim gửi tới một thông điệp:" Bryn sẽ là người có ích trong chuyến hành truyền bất tận gian nan của Sinbad". Vai do Mariah Shirley đóng.

### Phía tà thuật
- Turok

Turok là một ẩn sĩ tà tâm xuất hiện trong hai tập phim đầu tiên và trong tập phim cuối cùng của phần một. Turok bị Sinbad giết chết. Con gái hắn sau đó quyết định tiếp tục sự nghiệp của cha. trong tập cuối phần 1 ông đã sống lại.
- Rumina

Rumina là con gái của Turok. Đây thuộc tuyến nhân vật phụ của phe Tà thuật trong suốt phần đầu. Rumina yêu Sinbad, nhưng mang trong mình lòng hận thù vì Sinbad đã sát hại người cha mình. Cô ta là một bậc thầy tà thuật, một loại hình phép thuật rất dễ dàng tiếp thu so với phép thuật trắng và đây cũng là người mà Maeve theo dấu với mục đích tiêu diệt Rumina.
- Quỷ phương tây

Quỷ phương tây (hay Scratch) là yêu tinh có nguồn gốc từ miền Tây. Hắn tự nhận mình là Con Quỷ, là một quái vật có sừng và móng. Ngoài ra, hắn có rất nhiều tên gọi khác, trong số đó là Chúa Ruồi. Yêu tinh này lần đầu tiên được giới thiệu trong tập phim "Conundrum" của phần một, và sau đó xuất hiện trong hai tập phim liên tục.
khuôn mặt của hắn trông giống con bò với hai sừng xoắn trên đầu. Hắn là kẻ vô địch ở phương tây. Hắn có ý định làm bá chủ cả phương đông, nhưng bị Sinbad ngăn chặn nên hắn căm thù Sinbad. Trong một lần con quỷ này đã dụ Sinbad bằng người mà Sinbad quan tâm nhất là Maeve dẫn Sinbad vào hang ổ của hắn.Con quỷ thỏa thuận nếu Sinbad đưa linh hồn cho hắn thì anh sẽ có lại được Maeve, trong đó có một người phụ nữ đi theo Sinbad là mẹ của mình mà anh không hay biết, cho đến khi tới được tù lao Sinbad thấy Maeve, nhưng khi chặt đứt dây trói thì chỉ là một con quỷ mồi nhử Sinbad để trì hoãn thời gian để cứu mọi người trong đoàn thủy thủ.

### Một số phản diện đặc biệt
- Eblus

(Xuất hiện trong: "Sự trở lại của Sinbad")
Là một ác quỷ phục vụ cho Turok (theo Nghìn lẻ một đêm thì hắn là họ hàng của thần đèn), và là người đưa bác Dim Dim đến vùng đất của sự hư ảo. Hắn ta giả dạng một con người và giúp Turok gieo rắc tư tưởng xấu xa cho những người trẻ tuổi còn non dại, tâng bốc họ và khiến cho họ trở nên tự cao, để rồi đưa họ vào con đường bóng tối, dần dần chiếm đoạt linh hồn và cả xác thịt (ăn thịt). Mưu đồ của Eblus bị bại lộ khi Rongar lục soát đồ đạc của hắn ta, phát hiện ra một cái gương (được tiết lộ là thịt người), và hắn dự định giết cả thủy thủ đoàn, giết Mustapha bằng chiếc đuôi độc của mình. Eblus đã Sinbad giết bằng một ngọn giáo. Thủ vai bởi Lawrence Bayne.

### Nhân vật phụ
- Dim-Dim

Pháp sư Dim-Dim là thầy của cả Sinbad và Maeve. Ông được nhắc đến nhiều trong suốt câu chuyện, ở một số cuộc phiêu lưu Sinbad và đoàn tàu đã chiến thắng cái ác nhờ sự trợ giúp phép thuật của linh hồn ông. Dim-Dim đột ngột biến mất từ đầu câu chuyện khi Sinbad trở lại hòn đảo để thăm ông. Người học trò Maeve sau đó gia nhập đoàn thủy thủ tìm kiếm ông. Nhân vật do Wayne Robson thủ diễn.
- Tetsu

Tetsu là một Lãng nhân, cũng là một Samurai. Người cũng đeo một chiếc vòng như Sinbad và Bryn. Von Flores đảm nhận nhân vật này và xuất hiện một lần trong mỗi phần.
- Mustapha

Mustapha là tù nhân bị nhốt chung ngục với Doubar và Sinbad. Khi họ kể chuyện đi giải cứu công chúa bị mất tích, Mustapha đã giới thiệu Rongar gia nhập hải đoàn. Sau đó, Mustapha hy sinh trong vòng tay của Rongar trong trận chiến với quái vật ở tập phim thứ hai; Ian Tracey thủ diễn.

### Ba chiếc vòng bí ẩn
Vòng sẽ sáng lên khi hai chiếc gặp nhau, hoặc một chiếc nhận biết được chủ nhân của một chiếc khác gặp nguy hiểm. Ba chiếc vòng có một sức mạnh bí ẩn mà Sinbad, Bryn đang đi tìm hiểu. Ba chiếc vòng được đeo bởi Sinbad, Bryn và Samurai Tetsu (xuất hiện trong tập 6).

## Danh sách các tập phim trong phần 1

Áp phích phần một của phim

Trong phần một, Sinbad và thủy thủ đoàn của mình tìm kiếm pháp sư Dim-Dim, người thầy cũ của Sinbad và Maeve đã biến mất.
| Số tập tính cả hai phần | Số tập trong phần 1 | Tiêu đề                              | Đạo diễn        | Kịch bản                        | Ngày phát sóng gốc        | Nội dung |
| ----------------------- | ------------------- | ------------------------------------ | --------------- | ------------------------------- | ------------------------- | --- |
| 1                       | 1                   | "Sự trở lại của Sinbad: Phần 1"      | Ed Naha         | Ed Naha                         | 28 tháng 9 năm 1996       | Sinbad cùng thủy thủ đoàn đi giải cứu công chúa bị Turok bắt giữ |
| 2                       | 2                   | "Sự trở lại của Sinbad: Phần 2"      | Ed Naha         | Ed Naha                         | Ngày 5 tháng 10 năm 1996  | Sinbad cùng thủy thủ đoàn đi giải cứu công chúa bị Turok bắt giữ |
| 3                       | 3                   | "Dã thú đội lốt người."              | Neill Feamley   | Ed Naha                         | Ngày 12 tháng 10 năm 1996 | Sinbad bị Rumina bắt và ép buộc làm chồng. Sinbad từ chối và tham gia vào trò chơi sống còn với Dã thú (vốn là người nhưng bị Rumina biến thành quái vật). Sau cùng, Sinbad hóa giải được lời nguyền, giải cứu thủy thủ đoàn. Rumina phải bỏ trốn và hăm dọa sẽ quay lại trả thù |
| 4                       | 4                   | "Bức tượng sống."                    | Caly Borris     | John Lafia                      | Ngày 19 tháng 10 năm 1996 | Trong một lần thuyền mắc cạn do Thủy triều . Sinbad cùng thủy thủ đoàn gặp Vincenzo (Do Rob Stewart thủ vai) là một Nhà điêu khắc đã biến những người cai trị hợp pháp của Hòn đảo mà hắn đang sống và quân đội của nhà vua thành Cẩm thạch thông qua việc sử dụng găng tay ma thuật. |
| 5                       | 5                   | "Vua Firovz"                         | Caly Borris     | Ed Naha                         | Ngày 26 tháng 10 năm 1996 | Sinbad cùng những người bạn giúp Firovz thoát khỏi âm mưu bị lợi dụng những phát minh của mình làm công cụ cho Chiến tranh |
| 6                       | 6                   | "Võ sĩ đạo lang thang"               | Neill Fearnley  | Michael Cassutt                 | Ngày 2 tháng 11 năm 1996  | Sinbad tham gia một sàn đấu võ sinh tử để giành lại tự do, giải phóng nhân dân và Samurai Tetsu - một lãng nhân khỏi Kris Kattah - Kẻ thống trị độc ác của nước Baronia, và là chủ nhân cũ của Tetsu. Kattah sử dụng một thanh kiếm ma thuật độc ác cho phép hắn biến đổi cơ thể mình thành một đám mây khí độc. Hắn đã bị tiêu diệt khi ở dạng đám mây, khi thủy thủ đoàn của tàu Nomad và Tetsu sử dụng một chong chóng khổng lồ để thổi bay hắn. Samurai Tetsu được tự do và thực hiện ước mơ trở thành thủy thủ của mình |
| 7                       | 7                   | "Cô phù thủy nhỏ"                    | Neill Fearnley  | John Shirley                    | Ngày 9 tháng 11 năm 1996  | Sinbad cùng những người bạn giải cứu Serendib - cô bé 15 tuổi khỏi Rumina ép buộc cô bé phải trở thành Phù thủy |
| 8                       | 8                   | "Mối quan hệ ràng buộc"              | Borris          | Craig ROL                       | Ngày 16 tháng 11 năm 1996 | Sinbad cùng những người bạn kết hợp cùng những thủy thủ người Viking giải cứu Maeve khỏi quái vật tên Gilling đã giữ tàu và buộc những thủy thủ người Viking đem về một cô gái tóc đỏ làm vật hiến tế để đổi lấy con tàu (được một con Cua khổng lồ canh giữ). |
| 9                       | 9                   | "Khó khăn gấp đôi"                   | Ken Girotti     | Jule Selbo                      | Ngày 23 tháng 11 năm 1996 | Sinbad vạch trần âm mưu Rumina cải trang thành mình để lấy trộm chiếc Kim tự tháp trao quyền lực cho bất cứ ai sở hữu nó |
| 10                      | 10                  | "Câu đố của Quỷ Sa Tăng"             | George Mendeluk | Ed Naha                         | Ngày 30 tháng 11 năm 1996 | Sinbad, Doubar, Firouz, Rongar vạch trần âm mưu Chúa tể bóng tối Scrath lừa họ tìm những chiếc đầu lâu đại diện cho 4 Nguyên tố: đất, nước, khí, lửa để giải thoát hắn khỏi giam cầm của pháp sư Dim-Dim. |
| 11                      | 11                  | "Hồn ma của Hoàng tử Xander"         | Alan Simmonds   | Ardwight Chamberlain            | Ngày 21 tháng 12 năm 1996 | Drax - người chú của Hoàng tử Xander, vương quốc Aburi bị nguyền rủa không bao giờ được ngủ cho đến khi dòng máu cuối cùng của anh trai hắn bị xóa sổ. Hắn ta tin rằng điều này liên quan đến cháu trai của mình và đã giết cậu bé, nhưng linh hồn của Xander đã cảnh báo thủy thủ đoàn của Sinbad về hành động của Drax và tiết lộ rằng mẹ của mình đang mang thai một đứa bé khác trước khi vua cha bị giết. Đây mới chính là dòng máu cuối cùng của vua cha vì Xander đã chết. Sinbad cùng những người bạn đã đập tan âm mưu của Drax. Xander sau cùng siêu thoát về bên linh hồn của vua cha |
| 12                      | 12                  | "Cái làng bị biến mất"               | George Mendeluk | James L. Novack                 | 28 tháng 12 năm 1996      | The Vorgon - Một con ma cà rồng cổ xưa sống bằng cách hút máu, linh hồn và chiếm đoạt thể xác của con người. Vorgon đã lên kế hoạch chiếm hữu cơ thể của Sinbad để đi khắp thế giới tìm kiếm thêm con mồi, vì không một bến cảng nào trên Ấn Độ Dương tra hỏi khi tàu của thuyền trưởng Sinbad đến. Hắn ta dụ Sinbad đến bằng một hòn đá mạo danh pháp sư Dim-Dim. Sinbad dụ và trói hắn vào Máy bắn đá và bắn hắn lên cao . Sau cùng, hắn bị thiêu rụi bởi ánh sáng của Hoàng hôn (hắn chỉ có thể ra ngoài vào ban ngày nếu sử dụng cơ thể vật chủ). |
| 13                      | 13                  | "Những tên cướp mang mặt nạ"         | Alan Simmonds   | Robert Engels                   | Ngày 1 tháng 2 năm 1997   | Zabtut là người đứng đầu cơ quan chống tham nhũng ở đất nước Mirhago. Tuy nhiên Zabtut và những người lính của hắn đã cướp tiền của thần dân bằng những thứ Thuế bất công. Khi thủy thủ đoàn của Sinbad hợp tác với những người dân chống lại sự bạo ngược của Zabtut, hắn đã cố gắng bỏ chạy qua một tấm thảm bay và rơi xuống biển |
| 14                      | 14                  | "Câu chuyện về con quỷ Vatex"        | Jimmy Kaufman   | Craig ROL                       | Ngày 8 tháng 2 năm 1997   | Quỷ Vatex độc ác đã nguyền rủa Công chúa Gaia bằng cái chết vào sinh nhật thứ mười tám để trả thù cha cô. Công chúa có thể tiếp tục sống khi có chiếc vòng cổ bảo vệ của pháp sư Dim-Dim nhưng vòng cổ bị Vatex đánh cắp. Sinbad cùng thủy thủ đoàn, với sự giúp đỡ của Suraya - một dân làng dũng cảm đã chỉ đường tới hang ổ của Vatex để tiêu diệt nó. |
| 15                      | 15                  | "Cuộc giải thoát nàng Jial xinh đẹp" | Jimmy Kaufman   | Robert Engels                   | Ngày 15 tháng 2 năm 1997  | Sinbad cùng những người bạn giải cứu Jial khỏi Bellamur - Từng là một nhà thám hiểm và phiêu lưu lừng danh nhưng thực tế là một kẻ độc ác và thấp hèn, lừa thủy thủ đoàn tàu Nomad cướp lại vị hôn phu bất đắc dĩ của mình là Jial khỏi người Chồng thật sự của cô - Turhan, một kẻ thù cũ của Sinbad. Mưu đồ của Bellamur cuối cùng cũng bị phát hiện, và hắn bị đâm một nhát kiếm từ phía sau bởi Jial trong lúc hắn đang chuẩn bị giết Turhan. |
| 16                      | 16                  | "Con mắt của thần Kratos"            | James           | Ardwight Chamberlain            | Ngày 22 tháng 2 năm 1997  | Talia - một nữ Cướp biển, bạn cũ của Sinbad và Doubar lôi kéo Sinbad và mọi người tham gia kế hoạch trộm hòn đá thiêng khỏi một Tà giáo đang tôn thờ nó. Maeve nghi ngờ động cơ của Talia. Sau cùng, Sinbad và mọi người vạch mặt được Tà giáo cũng như làm thất bại kế hoạch trộm của Talia |
| 17                      | 17                  | "Tên khổng lồ một mắt"               | Terry Ingram    | Ed Naha                         | Ngày 1 tháng 3 năm 1997   | Sinbad tiêu diệt Tên khổng lồ một mắt làm hại con người bằng cách dụ hắn sa vào cát lún và chết đuối |
| 18                      | 18                  | "Người khổng lồ Mahmud"              | James           | Sandy Gunter                    | Ngày 26 tháng 4 năm 1997  | Mahmud - Một nhà giả kim đến Malaysia, với mục đích ban đầu giúp đỡ những người dân ở đây bằng cách tạo ra những sinh vật khổng lồ để có thêm lương thực cho họ. Nhưng sau này hắn cũng uống thuốc và biến bản thân thành một người khổng lồ (thuốc còn giúp tiết ra một loại mồ hôi giúp trang phục đang mặc lớn dần theo), thuốc làm sai lệch tâm trí hắn, hắn coi mình như thần linh và âm mưu thống trị thế giới. Con gái của hắn - Jullaner và thủy thủ đoàn đã cố gắng thuyết phục hắn về lỗi của mình, nhưng thay vào đó Mahmud lại cố giết họ. Tuy nhiên, trong khi đuổi theo Jullaner và thủy thủ đoàn, trọng lượng của Mahmud quá nặng đã khiến hắn bị lún xuống đất vì mặt đất bên dưới không thể nâng đỡ được trọng lượng của hắn nữa. |
| 19                      | 19                  | "Kẻ lừa đảo"                         | George Mendeluk | Ed Naha                         | Ngày 3 tháng 5 năm 1997   | Một Á thần nhỏ tuổi xấu tính với trí thông minh siêu phàm thông qua việc bày trò lừa đảo người khác. Cậu lừa thủy thủ đoàn và Rumina vào Hòn đảo được cho là nơi an nghỉ của những Thần linh thời thượng cổ, nơi Ma thuật của Maeve và Rumina bị vô hiệu hóa. Mưu mẹo của cậu bị phát hiện khi Dermott tấn công cậu, buộc cậu phải hiện nguyên hình. Thật sự không ai bị mất phép thuật mà do quá tin vào trò lừa đảo của cậu ta nên mới làm mất đi sức mạnh của chính mình |
| 20                      | 20                  | "Tiếng hát của Nàng tiên cá"         | George Mendeluk | Craig ROL                       | Ngày 10 tháng 5 năm 1997  | Sinbad và thủy thủ đoàn đã cứu Fontassel và 3 thủy thủ đoàn của khi họ đang lênh đênh trên biển. Fontassel là một thuyền trưởng tham lam và nhẫn tâm, người đã tìm cách lấy Cây đinh ba của Poseidon. Fontassel và người của hắn đã trở thành xác sống, đã chết vài ngày trước, nhưng vẫn sống sót nhờ Phép thuật đen. Fontassel cố gắng chiếm lấy tàu Nomad, nhưng bị Sinbad và mọi người ngăn cạn Sau cùng, hắn bị Poseidon trừng phạt. |
| 21                      | 21                  | "Hòn đảo hạnh phúc"                  | Terry Ingram    | Victoria Wozniak & David Morris | 17 tháng 5 năm 1997       | Sinbad và thủy thủ đoàn cùng đến Hòn đảo hạnh phúc để tìm thanh gươm báu có quyền năng cho người tìm thấy nó một điều ước. Mọi người dự định sẽ ước tìm ra pháp sư Dim-Dim. Nhưng Hòn đảo hạnh phúc không có trên hải đồ, để đến được đó phải có sự dẫn đường của Alana - người đã từng đến được nhưng không tìm ra thanh kiếm. Sau này, mọi người biết được sự thật Alana là một Phù thủy đen. Doubar bị rắn cắn nguy hiểm tính mạng, Sinbad quyết định dùng điều ước cho Doubar sống lại, tiêu diệt Alana và rời khỏi Hòn đảo hạnh phúc |
| 22                      | 22                  | "Sự báo thù của Rumina"              | Neil Williamson | Ed Naha                         | 24 tháng 5 năm 1997       | Chúa tể bóng tối Scrath đồng ý Hồi sinh Turock từ cõi chết với điều kiện Rumina đồng ý giúp Scratch đánh cắp Linh hồn của Sinbad. Sinbad và những người bạn đã đập tan âm mưu của chúng và phá hủy đảo Đầu Lâu bằng Thuốc nổ |

## Danh sách các tập phim trong phần 2

Áp phích phần hai của phim

Maeve bị Rumina hãm hại bởi và biến mất trong cơn bão. Trong nỗ lực tìm kiếm Maeve, Sinbad tình cờ phát hiện ra cô gái bí ẩn Bryn, một tài năng phép thuật. Phần này nguy hiểm và gian truân hơn phần phim trước, hải đoàn phải tìm kiếm Maeve, Pháp sư Dim-Dim và khám phá bí mật chiếc vòng của Sinbad.
| Số tập tính cả hai phần | Số tập trong phần 2 | Tiêu đề                              | Đạo diễn        | Kịch bản                     | Ngày phát sóng gốc | Nội dung |
| ----------------------- | ------------------- | ------------------------------------ | --------------- | ---------------------------- | ------------------ | --- |
| 23                      | 1                   | "Vật tế thần"                        | Alan Simmonds   | Ed Naha                      | 4/10/1997          | Maeve bị Rumina hãm hại bởi và biến mất trong cơn bão. Sinbad bị cuốn lên một hòn đảo nhỏ và gặp Bryn đang chạy trốn khỏi làm vật tế thần cho một con quỷ trên đảo. Sau cùng, Sinbad giải cứu Bryn thành công và gặp lại thủy thủ đoàn |
| 24                      | 2                   | "Sự trở về của Lãng nhân"            | James Head      | Ed Naha                      | 11/10/1997         | Sinbad và gặp lại Lãng nhân Tetsu trên một hòn đảo và cùng nhau hợp lực để đánh bại bảy con quỷ thần bí bắt cóc phụ nữ ở ngôi làng trên đảo nhằm sinh sản ra thế hệ tiếp theo. Sau khi chiến thắng, Tetsu quyết định dừng chân định cư ở hòn đảo này cùng với dân làng |
| 25                      | 3                   | "Trái tim và linh hồn"               | Alan Simmonds   | Ed Naha                      | 18/10/1997         | Sinbad và thủy thủ đoàn tham gia vận tải hàng hóa tới một lâu đài để nhận tiền công. Tới đây, họ mới biết là trò lừa và bị giam cầm bởi Kalilah - phu nhân bá tước Baron Orlock. Bà lừa mọi người tới lâu đài để nhờ Sinbad lấy lại trái tim đã bị chồng bà - một ma cà rồng bằng phép thuật đen đã lấy đi để cho bà có cuộc sống bất tử, nhưng đổi lại bà phải hút linh hồn người khác để không bị cơn chết đói giày vò. Bà đã sống hai thập kỷ và không muốn hại người vô tội nữa nên muốn lấy lại trái tim để có thể được chết. Sinbad và Rongar đã tiêu diệt Orlock cùng bạn tình Marissa và mang trái tim về cho bà. |
| 26                      | 4                   | "Hành trình xuống Địa ngục"          | James Head      | Craig Volk                   | 25/10/1997         | Young Timur là con trai của một lãnh chúa độc ác và một phù thủy . Mục đích của tên lãnh chúa độc ác là muốn hồi sinh trong cơ thể của con trai. Sinbad và thủy thủ đoàn phải đến Địa ngục để giải thoát Linh hồn Young Timur khỏi cha mình và trở lại trần gian. |
| 27                      | 5                   | "Ali Rashid và những tên trộm "      | H.P. Hobbes     | Craig Volk                   | 1/11/1997          | Trong một chuyến hải trình, Rongar trở về quê hương. Rongar và mọi người chiến đấu để tiêu diệt Ali Rashid - người đã cướp đi quyền cai trị của anh và đoàn tụ với Nhà tiên tri Zorah, người chị ruột đã phản bội anh nhiều năm trước giờ đã hối hận |
| 28                      | 6                   | "Món quà"                            | Alan Simmonds   | Ed Naha                      | 8/11/1997          | Sinbad và thủy thủ đoàn gặp lại những người bạn cũ và kẻ thù cũ trong một bữa Tiệc cưới. Sau những bất công trong quá khứ, Bakbuk - một người từng trong thủy thủ đoàn cũ đến tiệc cưới và tặng mỗi người một con búp bê. Thực chất hắn đã bán linh hồn mình cho Quỷ dữ để có thể biến những Búp bê thành những thực thể sống thay hắn giết người để trả thù. Sau cùng, trong lúc giằng co với Sinbad, hắn cùng Xe ngựa chứa những con Búp bê lao xuống vực thẳm |
| 29                      | 7                   | "Lời nguyền của những yêu nữ Gorgon" | H.P. Hobbes     | Sonny Gordon                 | 15/11/1997         | Sinbad và thủy thủ đoàn đến trợ giúp dân làng có những người đàn ông bị bắt làm nô lệ bởi ba chị em Gorgon: Eurayle, Stheno và Medusa để làm việc trong mỏ vẫn thạch của chúng. |
| 30                      | 8                   | "Quái vật thành Basra"               | Terry Ingram    | Ed Naha                      | 22/11/1997         | Trong chuyến hành trình đến thành Basra, Doubar bị người sói cắn và bản thân mình cũng thành người sói. Sinbad đã dùng tình thân anh em ruột thịt giúp Doubar thoát khỏi Lời nguyền trở lại thành người bình thường |
| 31                      | 9                   | "Quái vật"                           | Terry Ingram    | Steven Baum                  | 29/11/1997         | Uruk - Một người khổng lồ hiền lành được Sinbad và bạn bè giúp đỡ để thoát khỏi tay Phù thủy độc ác Kumar. |
| 32                      | 10                  | "Những hành khách"                   | Brenton Spencer | Craig Volk                   | 20/12/1997         | Thần chết Mara nhập vào xác một cô gái trẻ đã chết để giết người trên tàu. Cha của cô sau cùng phải ôm cô nhảy xuống biển cùng chết để cứu mọi người trên tàu và giải thoát cho cô khỏi lời nguyền |
| 33                      | 11                  | "Những kẻ xâm lược"                  | George Mendeluk | Paul Tracey                  | 27/12/1997         | Trên một hòn đảo, Sinbad và những người bạn gặp gỡ Người ngoài hành tinh viếng thăm và tìm Kim loại để sửa chữa Đĩa bay bị hỏng |
| 34                      | 12                  | "Cuốn sách của tiền nhân"            | Alan Simmonds   | Adam Armus & Nora Kay Foster | 3/1/1998           | Tại đảo Mombassor, Sinbad và những người bạn bảo vệ quyển sách cổ Marauding Druids có chứa sức mạnh Thuật phù thủy của Pagan giáo khỏi sự chiếm đoạt của kẻ xấu |
| 35                      | 13                  | "Trận dịch trong thành phố"          | Terry Ingram    | Kathryn Baker                | 24/1/1998          | Sinbad và thủy thủ đoàn vạch trần một âm mưu cố tình làm lây lan Dịch bệnh |
| 36                      | 14                  | "Nữ hoàng Hitria"                    | George Mendeluk | Craig Volk                   | 7/2/1998           | Một nữ hoàng thần bí tin rằng Sinbad là người tình đầu thai của cô và muốn kéo Sinbad vào ngọn lửa để tế sống nhưng rất may đã được mọi người ngăn chặn kịp thời |
| 37                      | 15                  | " Thành tháp kiên cố"                | Brenton Spencer | Ed Naha                      | 14/2/1998          | Sinbad và thủy thủ đoàn đập tan âm mưu lật đổ vương triều của một bọn Cướp biển vượt ngục |
| 38                      | 16                  | "Quái vật sư tử đầu chim"            | Brenton Spencer | Ed Naha                      | 21/2/1998          | Sinbad và thủy thủ đoàn giải cứu con của Quái vật sư tử đầu chim khỏi bọn săn trộm |
| 39                      | 17                  | "Con quái vật của bóng tối"          | Neil Williamson | James L. Novack              | 28/2/1998          | Một thiếu niên tạo ra một con Quái vật tàng hình từ suy nghĩ để giam giữ Sinbad và thủy thủ đoàn trên đảo để ở cùng anh ta. |
| 40                      | 18                  | "Cuộc trốn chạy"                     | George Mendeluk | Ed Naha                      | 7/3/1998           | Sinbad và thủy thủ đoàn cùng nhau tìm ra hung thủ thật sự để minh oan cho nữ tù nhân bị xét xử tội giết Hoàng tử |
| 41                      | 19                  | "Quái vật đầu bò Minotaur"           | Steve Stern     | Sandy Gunter                 | 2/5/1998           | Sinbad vượt qua thử thách để tìm được Rìu hai lưỡi và tiêu diệt Quái vật đầu bò Minotaur |
| 42                      | 20                  | "Những kẻ thù giấu mặt"              | George Mendeluk | Mahatma Kane Jeeves          | 9/5/1998           | Sinbad và thủy thủ đoàn đến trợ giúp một ngôi làng đang bị tấn công bởi đàn kiến khổng lồ do Nhà khoa học điên Naaupo điều khiển. |
| 43                      | 21                  | "Người bảo vệ vị Tu sĩ"              | Steve Stern     | Craig Volk                   | 16/5/1998          | Sinbad và thủy thủ đoàn được giao nhiệm vụ chăm sóc và hộ tống một trẻ sơ sinh về đến ngôi đền linh thiêng. |
| 44                      | 22                  | "Ngôi nhà Địa ngục"                  | Terry Ingram    | Ed Naha                      | 23/5/1998          | Sinbad cùng với sự trợ giúp của Linh hồn Mẹ mình - bà Mala cùng nhau vượt qua những thử thách của Chúa tể bóng tối Scrath |

## Dự kiến phần 3
Do sự thành công của bộ phim, phần 3 và sẽ là phần cuối cùng của bộ phim đã được lên kế hoạch sản xuất nhưng do bất đồng trong hợp đồng đã dẫn đến việc hủy bỏ bộ phim. Nội dung dự kiến của phần 3 là Rumina sẽ quay trở lại sau nhiều năm vắng mặt và quyết tiêu diệt Sinbad. Bryn bị mắc bệnh truyền nhiễm và nhóm thủy thủ đưa cô đến một thầy lang, nhưng thực chất chỉ là Turok hồi sinh trong một hình hài mới. Tập cuối của bộ phim cũng sẽ khép lại bí ẩn về những chiếc vòng tay cầu vồng.